# Lista de membros associados da Academia Brasileira de Ciências empossados em 1984
Esta lista contém os nomes dos membros associados da Academia Brasileira de Ciências empossados em 1984. 
A categoria de associados foi extinta na reforma estatutária ocorrida em 1999. Ambas as categorias titular e associado são de caráter vitalício. 
| Imagem | Nome             | Datas de nascimento e falecimento | Local de nascimento | Área de especialização | Alma mater | Data de posse       | Conhecido por                                             | Referências |
| ------ | ---------------- | --------------------------------- | ------------------- | ---------------------- | ---------- | ------------------- | --------------------------------------------------------- | ----------- |
|        | Henrique Fleming | 26 de outubro de 1938             | Itajaí, SC          | Ciências Físicas       | USP        | 29 de março de 1984 | Foi editor da Revista Brasileira de Física (1978 - 1983). | [ 3 ]       |